# Fiddlin’ Powers
James Cowan „Fiddlin’“ Powers (* 1877; † 1953) war ein US-amerikanischer Old-Time-Musiker. Zusammen mit seiner Familienband war Powers einer der ersten Old-Time-Musiker, die auf Schallplatte aufgenommen wurden.

## Leben

### Kindheit und Jugend
Powers lernte als Kind, Fiddle zu spielen und wuchs im ländlichen Virginia auf. Eine schulische Ausbildung erhielt er nie; laut seiner Tochter Ada war er nur einen Tag in der Schule, an dem er lernte, seinen Namen zu schreiben. Als junger Mann begann er, als Farmer und Zimmermann zu arbeiten und bestritt von zeit zu Zeit auch Talentwettbewerbe als Fiddler.

### Karriere
Professionell der Musik widmete sich Powers aber erst 1918, als seine Frau an Tuberkulose starb. Anstatt zu arbeiten und die Kinder alleine zu Hause zu lassen, beschloss er, mit ihnen eine Band zu gründen und trat fortan mit seinen Kindern als Fiddlin’ Powers and Family auf. Tochter Orpha spielte Mandoline, Sohn Charlie Banjo, Tochter Ada Ukulele und Tochter Carrie lernte von Byrd Moore, Gitarre zu spielen. Powers und seine Kinder reisten durch die kleinen Städte West Virginias und Kentuckys, zuerst mit dem Zug und später mit einem Ford Model T. Dabei war das Leben als Musiker weitaus profitabler für Powers als ein alltäglicher Job, denn pro Auftritt konnte die Familie bis zu 200 Dollar einnehmen.

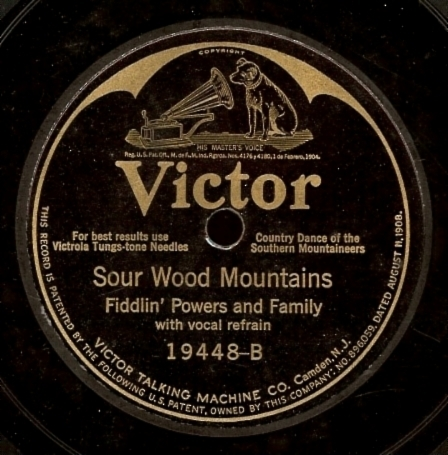
Sour Wood Mountains, 1924

Nachdem Powers einen Fiddle Contest in Johnson City, Tennessee, gewann, wurde ein lokaler Geschäftsmann auf die Familie aufmerksam und verschaffte ihnen eine Aufnahme-Session mit Victor Records. Im August 1924 reisten Powers und seine Kinder nach New York City, wo sie am 11. August eine erste Testaufnahme machten und dann am 18. und 19. August ihre erste Session abhielten, während der sie 17 Stücke einspielten. Von den acht veröffentlichten Aufnahmen waren Old Joe Clark / Ida Red die ersten. Es waren die ersten Plattenaufnahmen einer ganzen Stringband. Neben ihren Aufnahmen tourten sie auch mit Künstlern wie Dock Boggs und Clarence Ashley und waren über den Sender WOPI in Bristol, Tennessee, zu hören.
Die guten Verkäufe ihrer Victor-Platten brachten Powers und seine Kinder zu anderen Plattenfirmen. Für Edison Records spielten sie im Oktober 1925 eine Session ein und für OKeh Records im September 1927 in Winston-Salem, North Carolina, ihre letzte. Die OKeh-Session produzierte unter anderem den zweiteiligen Old Virginia Reel. Auf diesen Aufnahmen wurde die Familie von dem Mundharmonika-Spieler John L. „Steamboat“ Porter begleitet. Auf den vorherigen Edison- und Victor-Platten stellten die Labels Carson Robison als Studiomusiker an ihre Seite.
Die Karriere der Powers Family endete 1930, da alle Kinder verheiratet waren und sich aus dem Musikgeschäft zurückzogen. Powers selbst trat weiterhin auf und spielte in den frühen 1950er-Jahren mit den Stanley Brothers zusammen. Powers hatte das Duo im Radio gehört und schloss sich ihnen einmal im Monat für Auftritte an. 1953 starb Powers an einem Herzinfarkt während er mit den Stanley Brothers auf der Bühne Cluck Old Hen spielte.

## Diskografie
Bis auf Rocky Road to Dinah’s House und Wild and Reckless Hobo wurden alle Edison-Aufnahmen auf Schallplatten (78rpm) und auf Wachszylinder veröffentlicht.
| Jahr                    | Titel | #      | Anmerkungen                    |
| ----------------------- | --- | ------ | ------------------------------ |
| Victor Records          | |        |                                |
| 1924                    | Old Joe Clark / Ida Red | 19434  |                                |
| 1924                    | The Little Old Cabin in the Lane / Sour Wood Mountains | 19448  |                                |
| 1924                    | Sugar in the Gourd / Cripple Creek | 19449  |                                |
| 1924                    | Patty on the Turnpike / Callahan’s Reel | 19450  |                                |
| Edison Records          | |        |                                |
|                         | Old Joe Clark / Ida Red | 51662  |                                |
|                         | Sour Wood Mountains / Cripple Creek | 51789  |                                |
|                         | Cluck Old Hen / Sugar in the Gourd | 52083  |                                |
|                         | Wild and Reckless Hobo | 5131   | Wachszylinder-Veröffentlichung |
|                         | Rocky Road to Dinah’s House | 5421   | Wachszylinder-Veröffentlichung |
| OKeh Records            | |        |                                |
| 1927                    | Old Virginia Reel – Part 1 / Old Virginia Reel – Part 2 | 45154  |                                |
|                         | Did You Ever See the Devil, Uncle Joe? / Old Molly Hare | 45268  |                                |
| Unveröffentlichte Titel | |        |                                |
| 1924                    | - Way Down in Georgia | Victor | Demo                           |
| 1924                    | - Brown’s Dream - Old Swinnie - Three Forks of Kentucky River - Cumberland Gap - Back Creek Girls - Billy in the Low Ground - Birdie - Sally Goodin - Rocky Road to Dinah’s House | Victor |                                |
| 1925                    | - Pretty Fair Miss - Little Old Log Cabin in the Lane | Edison |                                |
| 1927                    | - Shady Tree - Charlie Karo | OKeh   |                                |